# Beate Leibe

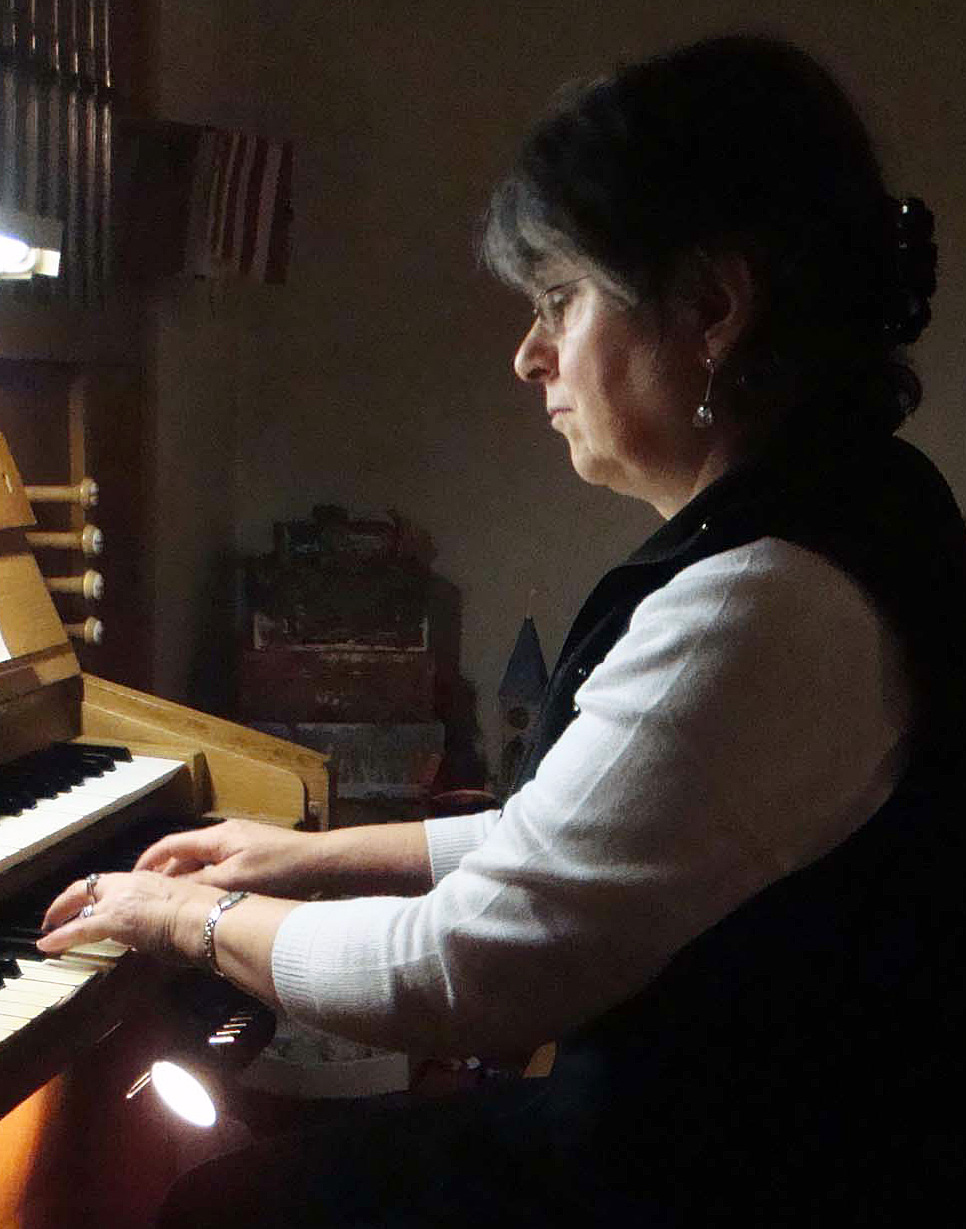
Beate Leibe (2011)

Beate Leibe (* 26. Januar 1954 in Berlin) ist eine deutsche Kirchenmusikerin und Komponistin.

## Leben
Leibe erhielt als Kind ihren ersten Klavierunterricht und trat als Sechsjährige beim Steinway-Klavierwettbewerb im Konzertsaal der Berliner Hochschule für Musik auf. Nach über 20 Jahren musikalischer Pause wurde sie 1990 Mitglied in einem kleinen Kirchenchor in ihrer Gemeinde, wo ihre Gaben durch den Kantor erkannt wurden. Sie begann für den Chor zu komponieren. 1999 wurden ihre Werke in zwei Chorkonzerten aufgeführt.
2002 absolvierte Leibe die C-Prüfung am Kirchenmusikalischen C-Seminar der Evangelischen Kirche Berlin-Brandenburg-schlesische Oberlausitz an der Universität der Künste Berlin. Von 2012 bis 2014 war sie als Kirchenmusikerin an der Evangelischen Felsen-Kirchengemeinde in Berlin-Reinickendorf tätig.
Ihre Chorwerke werden unter anderem vom Marzahner Kammerchor in Berlin und vom Singkreis Schwechat bei Wien aufgeführt. Der US-amerikanische Komponist und Organist Carson Cooman widmete ihr 2017 das Stück „Gebet“.

## Kompositionen
- Geh aus, mein Herz. Choralbearbeitungen für Orgel und Klavier zu Liedern von Paul Gerhardt.
- Orgelwerke Band I: Miniaturen
- Orgelwerke Band II: Freud und Leid
- Orgelwerke Band III: einfach spielen
- Choralvorspiele Band I: Das Kirchenjahr
- Choralvorspiele Band II: Der Gottesdienst
- Choralvorspiele Band III: Singen - Loben - Danken
- Also hat Gott die Welt geliebt für vierstg. gem. Chor.
- Dona nobis pacem für dreistg. gem. Chor
- Gloria - Freuet euch für dreistg. gem. Chor
- Closed Door für Klavier solo
- In Memoriam für Querflöte, Oboe und Klavier
- Fantasie d-Moll für Orgel
- Melody in Change für Klavier
- Hinaus in die Nacht für zwei Frauenstimmen und Continuo
- Dreams go on für Klavier 2011
- Lamento für Oboe und Klavier 2017
- Blumen im Wind Querflöte und Orgel 2017
- Zwei Choralfantasien 2018
  - Nun komm der Heiden Heiland
  - Christ ist erstanden
- Schöpfungslob. Sieben musikalische Impressionen für Orgel (2019). Strube-Verlag.
- Spiel mich. Vor-, Nach- und Zwischenspiele für Orgel. Strube-Verlag, Edition 3627.

## Tondokumente bei YouTube
Auch auf YouTube sind Aufzeichnungen vorhanden (Stand 2022):

### Interpretationen durch Thomas Schmidt
- Präludium D-Dur
- Hochzeitsmusik
- Ich weiß, mein Gott, dass all mein Tun
- Befiehl du deine Wege
- Interludium[4]

### Interpretationen durch Carson Cooman
- Einzug
- Interludium
- Rondo
- Keine Angst vor schwarzen Tasten
- Aria
- Meditation
- Lamento
- Fandango
- Elegie
- Toccata für kleine Hände
- Praeludium in Eb
- Regen
- Fantasie in d-moll
- Befiehl du deine Wege
- Praeludium in g
- Nun komm, der Heiden Heiland
- Postludium[5]
- Interludium in G
- Interludium in a
- Inclusion
- Pastorale
- Christ ist erstanden